# قيس فرو
قيس فرو (1944 - 11 سبتمبر 2019) هو مؤرخ وباحث متخصص بتاريخ الشرق الاوسط، عربي ودرزي الديانة من عرب ال48، محاضر في جامعة حيفا بدرجة بروفيسور (أستاذ)، اشغل منصب رئيس قسم الشرق الأوسط على مدار أكثر من ثلاث سنوات. اصدر 6 كتب في مجال البحث التاريخي، إضافة إلى العديد من الابحاث العلمية، وعشرات المقالات العلمية في التاريخ الاقتصادي الثقافي ودراسة الأقليات تناولت التاريخ الاقتصادي وظهور الفكر القومي وخطاباته وأثر ذلك على المشكلة الطائفية في لبنان وسوريا. كان يدير قبل وفاته شعبة التاريخ الفلسطيني في مركز مدى الكرمل للدراسات التطبيقية.

## سيرته
ولد في قرية عسفيا عام 1944 وتعلم في مدرسة القرية الابتدائية، وفي الكلية الأرثوذكسية الثانوية بحيفا. التحق عام 1966 بجامعة حيفا ودرس اللغة العربية والتاريخ العام، وبعد حصوله على اللقب الأول، استمر للقب الثاني في دراسة التاريخ العام في جامعة حيفا. ولما أنهى تعليمه بتفوق، حصل على منحة مباشرة من حكومة فرنسا لدراسة الدكتوراه في فرنسا، في مركز دراسات البحر المتوسط، وكان موضوع اطروحته: «علاقة مرسيليا مع الامبراطورية العثمانية ومصر بين السنين 1860- 1914». أنهى دراسته بنجاح عام 1980واستطاع دخول المسار الأكاديمي عام 1982 في قسم دراسات الشرق الأوسط في جامعة حيفا، وترقى في سلم الدرجات حتى وصل إلى أعلى درجة أكاديمية بروفيسور، عين رئيسا لعدة لجان أكاديمية في الجامعة وشغل منصب رئيس قسم الشرق الأوسط بين السنين 1997-2000.
يسكن في مسقط رأسه عسفيا، على جبال الكرمل جنوبي مدينة حيفا، توفي في مسقط رأسه عسفيا في11 سبتمبر\ أيلول عام 2019 عن عمر ناهز ال74 عامًا

## مؤلفاته
ألف مجموعة من الكتب المتخصصة غالبتها بالإنجليزية وهي:
- الحرير في لبنان تغيرات اقتصادية اجتماعية 1860- 1914 صدر عام 1986.
- من تاريخ الدروز صدر عام 1992.
- الدروز في الدولة اليهودية تاريخ مختصر صدر 1999
- خلق لبنان: القومية والدولة تحت الانتداب صدر عام 2003 ونال جائزة مركز دراسات الشرق الأوسط البريطاني العالمي، واعتبر واحد من أفضل خمسة كتب نشرت في إنجلترا.
- تغبر مفهوم الأمة، صعود العروبة ومشكلة الأقليات 185- 1940، صدر عام 2009 في لندن.
- لبنان: تحدي الاختلاف 1943- 1976 صدر عن الجامعة المفتوحة في إسرائيل باللغة العبرية.
- المعرفة التاريخية في الغرب: مقاربات فلسفية وعلمية وأدبية. 2013. صدر عن المركز العربيّ للأبحاث ودراسة السياسات، الدوحة.
- ثقافة النهضة العربية وخطابات الهويات الجماعية في مصر وبلاد الشام. 2017.
- دروز في زمن الغفلة: من المحراث الفلسطيني إلى البندقية الإسرائيلية. 2019. صدر عن مؤسسة الدراسات الفلسطينيّة، بيروت.

صدر له كتاب باللغة العربية بعنوان المعرفة التاريخية في الغرب (مقاربات فلسفية، علمية وأدبية) يتناول المعرفة التاريخية من منظور فلسفي علمي وأدبي، ويعالج تطور الكتابة التاريخية، من خلال دراسة قضية المناهج والقضايا المعرفية في الكتابة التاريخية الحديثة، كما تطورت في المدارس الفكرية الحديثة في الغرب. ولم يصدر من قبله كتاب في هذا الموضوع باللغة العربية. ونشرت له عشرات المقالات العلمية في التاريخ الاقتصادي الثقافي ودراسة الأقليات تناولت المجالات التالية: التاريخ الاقتصادي وظهور الفكر القومي وخطاباته وأثر ذلك على المشكلة الطائفية في لبنان وسوريا.
شارك في في أكثر من 70 مؤتمر جامعي في دول العالم المختلفة. وما زال يكتب ويحاضر وتسمع شروحاته في الراديو والتلفزيون كخبير على مستوى دولي. ارشد أكثر من عشرين طالبا للدكتوراه.

## مناصب وجوائز
نال جوائز علمية كثيرة، منها عام 1993 جائزة لانداو في إسرائيل عن أفضل كتاب أكاديمي صدر في تلك السنة عن كتابه بعنوان «من تاريخ الدروز».دعي من قبل وزارة الخارجية الأمريكية للاشتراك في ورشة عمل حول الدراسات الاثنية - العرقية- في الولايات المتحدة، ونال جائزة من جامعة أوكسفورد ليقضي سنة في البحث العلمي فيها عام 1995-6. أدرج أسمه في كتاب نشر في كمبردج يعرض السير الذاتية المختصرة لألفين من أبرز مثقفي القرن الواحد والعشرين.